# Burg Neuhaus (Steiermark)
Die Burg Neuhaus ist die renovierte Ruine einer Höhenburg oberhalb der Stubenbergklamm in der steirischen Gemeinde Stubenberg am See im Bezirk Hartberg-Fürstenfeld. Sie steht unter Denkmalschutz (Listeneintrag).

## Geschichte

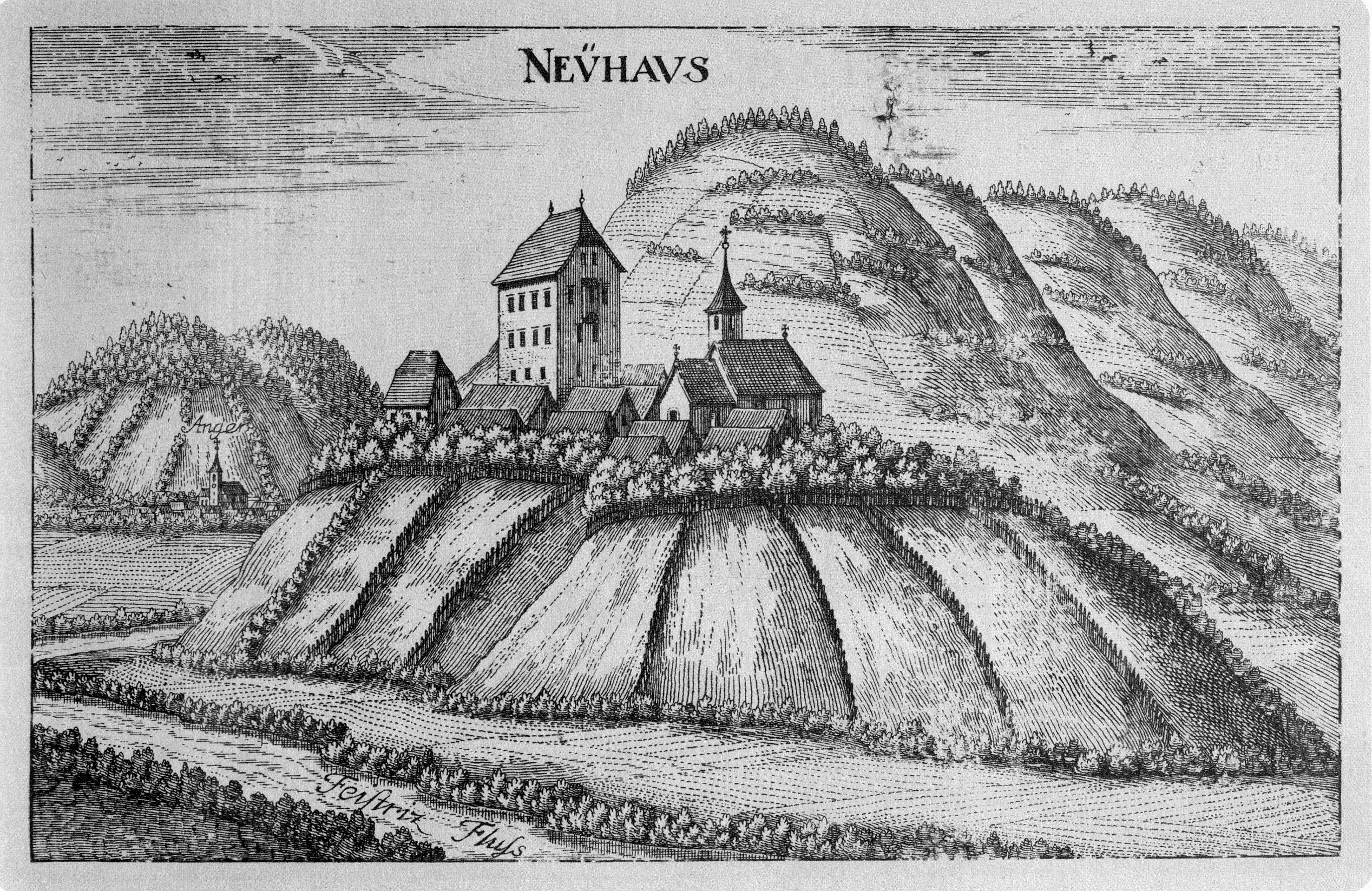
Vischer-Stich der Burg um 1670

Die Burg wurde Mitte des 14. Jahrhunderts vom Geschlecht der Stubenberg als Lehen erbaut, 1375 wird urkundlich ein Hans von Neuhaus erwähnt. Weitere Besitzer waren – erstmals um 1455 erwähnt – die Familie Drachsler. 1506 kam Neuhaus an Sigmund Drachsler, der sie nach einem Brand 1541, bei dem auch das Archiv vernichtet wurde, in der jetzigen Gestalt wieder aufbauen ließ.
1663 erwarb Georg Andree Freiherr von Wurmbrand-Stuppach die Herrschaft. Er verstärkte die Burg angesichts der Bedrohungen in den Türkenkriegen und durch die Kuruzen erheblich. Die Verwaltung des Sitzes wurde schließlich nach Schielleiten verlegt.
Um 1800 wurde die Burg infolge eines Blitzschlages fast völlig zerstört. 1809 erwarb der Verwalter von Schielleiten, Josef Ferdinand Grengg, die Herrschaft Neuhaus mit der Ruine, die aber bereits acht Jahre später an den Reichsfreiherrn Ferdinand von Gudenus gelangte. Es folgten 200 Jahre des Verfalls und nur der ungewöhnlichen Stärke und Dicke der Mauern ist es zu verdanken, dass 1982 noch genügend Substanz vorhanden war, um die Revitalisierung in Angriff zu nehmen. In diesem Jahr erwarb die Familie Vetter von der Lilie die Ruine, ließen die Schutthalden im Wohnturm (Palas) abtransportieren, einen neuen Dachstuhl aufsetzen und den Wohntrakt weitgehend originalgetreu rekonstruieren. Heute ist die Sanierung des mittelalterlichen Wohnturms – mit seinen 32 m Höhe wohl das älteste Hochhaus der Steiermark – weitgehend abgeschlossen, zwei Nebengebäude sind in Arbeit. Im dritten Stock des Palas wurden Ferienwohnungen eingerichtet.
Die Burg wurde mit dem Steirischen Wahrzeichen ausgezeichnet.

## Weblinks

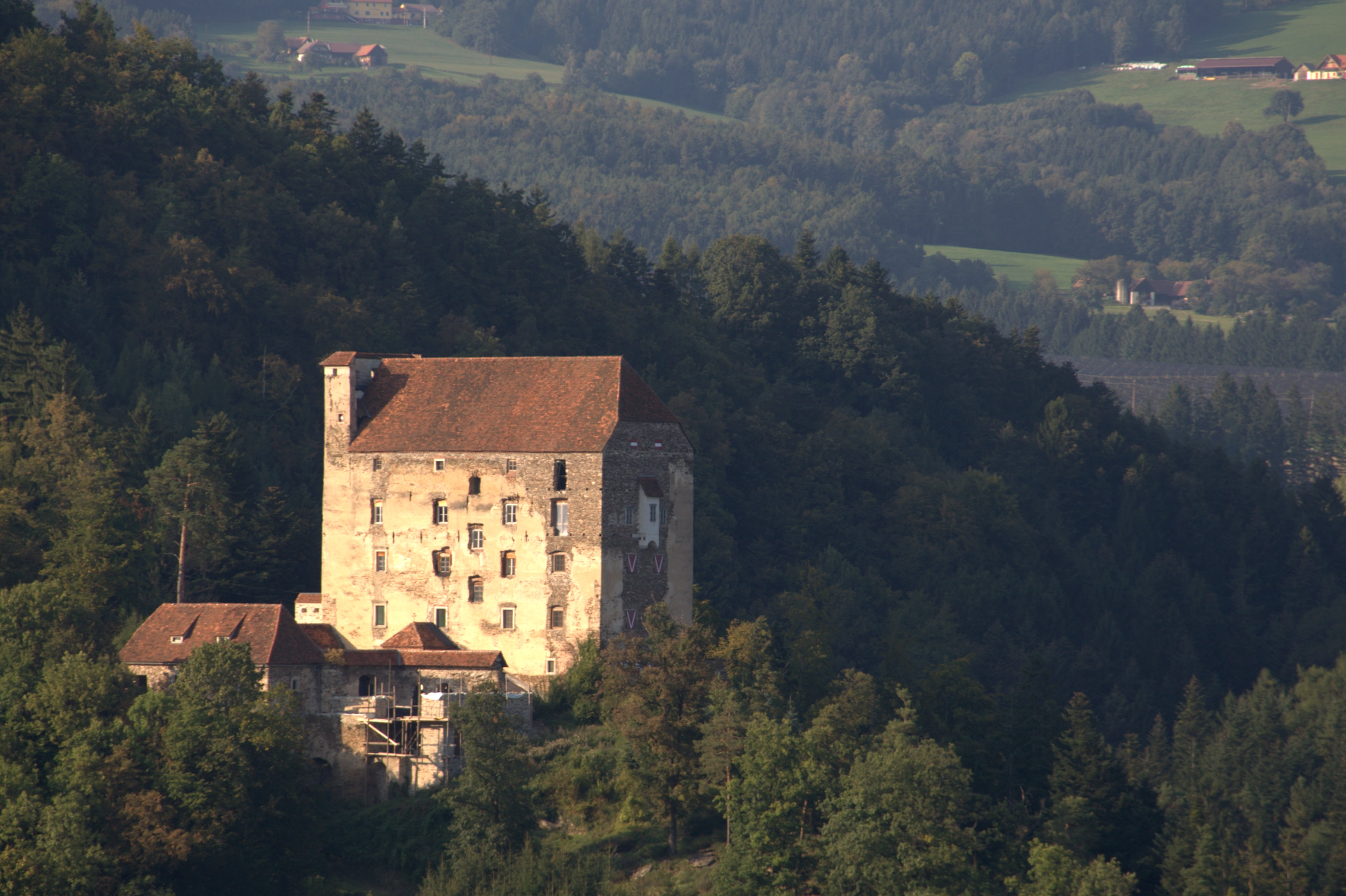